# Tropic (Utah)
Tropic é uma cidade  localizada no estado norte-americano de Utah, no Condado de Garfield.

## Demografia
Segundo o censo norte-americano de 2000, a sua população era de 508 habitantes.
Em 2006, foi estimada uma população de 467, um decréscimo de 41 (-8.1%).

## Geografia
De acordo com o United States Census Bureau tem uma área de
21,8 km², dos quais 21,7 km² cobertos por terra e 0,1 km² cobertos por água.

## Localidades na vizinhança
O diagrama seguinte representa as localidades num raio de 40 km ao redor de Tropic.